# Ad Vitam Distribution
Pour les articles homonymes, voir Ad vitam.
Ad Vitam ou Ad Vitam Distribution est un distributeur indépendant de film français.

## Historique
Ad Vitam Distribution a été fondée en 1998 par Alexandra Henochsberg (fille de Jean Henochsberg, exploitant des cinémas Étoile dont l'Étoile Saint-Germain-des-Prés et La Pagode), Gregory Gajos et Arthur Hallereau. La société distribue son premier film le 27 janvier 1999, La révolution sexuelle n'a pas eu lieu de Judith Cahen. 
Depuis, Ad Vitam a accompagné plus de quatre-vingt films dans les salles françaises. Selon Gregory Gajos, responsable des acquisitions, la programmation est guidée par le coup de cœur (« D'abord, choisir des films qui nous plaisent, ensuite penser à leur succès »).
Ad Vitam est membre du syndicat des Distributeurs indépendants réunis européens (DIRE) aux côtés de quatorze autres sociétés de distribution, dont Pyramide et Les Films du Losange.

## Films distribués
Les films distribués par Ad Vitam sont :
- 2005 : Le Cauchemar de Darwin d'Hubert Sauper
- 2006 : Hors jeu de Jafar Panahi
- 2006 : Lady Chatterley de Pascale Ferran
- 2008 : La Vie moderne de Raymond Depardon
- 2010 : Mammuth de Benoît Delépine et Gustave Kervern
- 2011 : Miss Bala de Gerardo Naranjo
- 2012 : Les Adieux à la reine de Benoît Jacquot
- 2013 : Grand Central de Rebecca Zlotowski
- 2015 : Le Fils de Saul de László Nemes
- 2015 : Mustang de Deniz Gamze Ergüven
- 2016 : Planetarium de Rebecca Zlotowski
- 2018 : I Feel Good de Benoît Delépine et Gustave Kervern
- 2018 : Sunset de László Nemes
- 2018 : Les Confins du monde de Guillaume Nicloux
- 2019 : Doubles Vies d'Olivier Assayas
- 2019 : Les Estivants de Valeria Bruni Tedeschi
- 2019 : Les Éternels de Jia Zhangke
- 2019 : L'Adieu à la nuit de André Téchiné
- 2019 : Le Chant de la forêt de João Salaviza et Renée Nader Messora
- 2019 : Zombi Child de Bertrand Bonello
- 2019 : Nevada de Laure de Clermont-Tonnerre
- 2019 : So Long, My Son de Wang Xiaoshuai
- 2019 : Une fille facile de Rebecca Zlotowski
- 2019 : Atlantique de Mati Diop
- 2019 : Il traditore de Marco Bellocchio
- 2019 : Notre dame de Valérie Donzelli
- 2020 : Un vrai bonhomme de Benjamin Parent
- 2020 : Adam de Maryam Touzani
- 2020 : Une mère incroyable de Franco Lolli
- 2020 : Systemsprenger de Nora Fingscheidt
- 2020 : Le Sel des larmes de Philippe Garrel
- 2020 : Tijuana Bible de Jean-Charles Hue
- 2020 : Effacer l'historique de Benoît Delépine et Gustave Kervern
- 2020 : Adolescentes de Sébastien Lifshitz
- 2020 : Des hommes de Lucas Belvaux
- 2020 : Rouge de Farid Bentoumi
- 2020 : Profession du père de Jean-Pierre Améris
- 2021 : Une jeune fille qui va bien de Sandrine Kiberlain
- 2021 : L'Homme de la cave de Philippe Le Guay
- 2021 : L'Ombre d'un mensonge de Bouli Lanners
- 2021 : La Croisade de Louis Garrel
- 2022 : L'Innocent de Louis Garrel
- 2022 : Les Amandiers de Valeria Bruni Tedeschi
- 2022 : Les Enfants des autres de Rebecca Zlotowski
- 2022 : Cow de Andrea Arnold
- 2022 : Les Survivants de Guillaume Renusson
- 2023 : La Grande Magie de Noémie Lvovsky
- 2023 : Stars at Noon de Claire Denis
- 2023 : Salem de Jean-Bernard Marlin
- 2023 : La Nouvelle Femme de Léa Todorov
- 2024 : La Bête de Bertrand Bonello
- 2024 : Pas de vagues de Teddy Lussi-Modeste
- 2024 : Madame Hofmann de Sébastien Lifshitz
- 2024 : Pourquoi tu souris ? de Chad Chenouga et Christine Paillard
- 2024 : Les Feux sauvages de Jia Zhangke
- 2024 : Le Royaume de Julien Colonna
- 2025 : Romería de Carla Simón

## Sélections officielles
- 2025 : Le film Romería de la cinéaste catalane Carla Simón est sélectionné en compétition officielle de la 78e édition du Festival de Cannes[5].